# مسجد المحكمة في غزة
مسجد المحكمة (المعروف أيضًا باسم مسجد البرديبك أو مدرسة الأمير بردبك، الترجمة العربية: جامع المحكمة الرديبكية) هو مسجد جامعي ومدرسة ، بني عام 1455. وقد دمره القصف الإسرائيلي أثناء الهجوم على غزة عام 2014. يقع المسجد بمحاذاة شارع بغداد بالقرب من المدخل الغربي الرئيسي لحي الشجاعية في مدينة غزة بفلسطين.

## تاريخ
بني الجامع عام 1455 بأمر من سيف الدين برديبك الأشرفي، بوادر السلطان المملوكي سيف الدين إينال. كان برديباك شديد التدين وعقد مؤتمرًا سنويًا لمناقشة حديث العالم المسلم محمد البخاري في القرن التاسع. وصل إلى مناصب عليا داخل الدولة المملوكية وشيد مسجدين آخرين الجمعة في دمشق والقاهرة. كان مسجد المحكمة في الأصل جزءًا من مدرسة («مدرسة دينية»)، وكان التعليم بمثابة الوظيفة الرئيسية للمبنى. كما أقيمت الصلوات بانتظام وفي أيام الجمعة.
خلال الحكم العثماني بين القرنين السادس عشر وأوائل القرن العشرين، عملت المدرسة كمحكمة لقضاة المدينة، ومن هنا جاء اسمها العربي«المحكمة».في أواخر القرن التاسع عشر، وجد الباحث السويسري ماكس فان بيرشم نقشًا كوفيًا مثبتًا على محراب المسجد الذي ينتمي إلى شاهد قبر محمد بن العباس الهاشمي، أ أحد أفراد الأسرة الهاشمية الذي توفي في غزة في أواخر القرن التاسع. أعلى مدخل المسجد يوجد نقش تأسيسي ينسب إلى بيرديباك بناء المسجد وتكريم السلطان إينال.
كانت بمثابة مدرسة دينية للبنين تحت اسم مدرسة الشجاعية الأميرية.
تم تشييد المسجد على الطراز البرجي المملوكي. وهي تُعد نموذجًا فريدًا للعمارة المملوكية، حيث تأثرت بشدة بالمدارس والجوامع الأيوبية السابقة.
شمال الفناء هو الواجهة حيث يقع المدخل الرئيسي. يعلو المدخل قوس مدبب بزخارف نباتية. يتكون الجزء الشمالي من المسجد من قاعة مدخل وثلاث حجرات أخرى مستطيلة الشكل قياس كل منها 3.77 متر في 3.69 متر. كل غرفة، بما في ذلك قاعة المدخل، تعلوها قبة صغيرة. كانت الغرف على جانبي المسجد بمثابة سكن للشيخ وطلابه وقدمت خدمات أخرى أيضًا. هذا التصميم الخاص يجعل من مسجد المحكمة المدرسة الوحيدة من نوعها التي لا تزال قائمة في غزة.